# Minnie et Moskowitz
Pour plus de détails, voir Fiche technique et Distribution.
Minnie et Moskowitz (Minnie and Moskowitz) aussi intitulé Ainsi va l'amour est un film américain réalisé par John Cassavetes, sorti en 1971.

## Synopsis
Seymour Moskowitz est gardien de parking à New York. Las de cette ville, il décide de partir pour Los Angeles afin d'y exercer le même travail. Il va y faire la connaissance de Minnie Moore, employée dans un musée d'art moderne, alors que celle-ci tente d'échapper à un prétendant.

## Fiche technique
- Titre : Minnie et Moskowitz ou Ainsi va l'amour
- Titre original : Minnie and Moskowitz
- Réalisation : John Cassavetes
- Scénario : John Cassavetes
- Production : Al Ruban
- Société de production : Universal Pictures
- Photographie : Alric Edens, Arthur J. Ornitz et Michael D. Margulies
- Cadreur : Don Thorin
- Montage : Frederic L. Knudtson
- Costumes : Helen Colvig
- Pays d'origine : États-Unis
- Format : Couleurs - 1,85:1 - Mono - 35 mm
- Genre : Comédie dramatique
- Durée : 114 minutes
- Date de sortie : 22 novembre 1971 (USA), 20 décembre 1972 (France)

## Distribution
- Gena Rowlands : Minnie Moore
- Seymour Cassel : Seymour Moskowitz
- Val Avery : Zelmo Swift
- Timothy Carey : Morgan Morgan
- Katherine Cassavetes : Sheba Moskowitz
- Elizabeth Deering : une fille
- Elsie Ames : Florence
- Lady Rowlands : Georgia Moore
- Holly Near : un irlandais
- Judith Roberts : la femme de l'Irlandais
- Jack Danskin : Dick Henderson
- Eleanor Zee : Madame Grass